# Adrian Bosch
Pour les articles homonymes, voir Bosch.
Adrian Bosch, né en 1977, est un nageur sud-africain.

## Carrière
Adrian Bosch est médaillé d'argent du 200 mètres brasse aux Jeux africains de 1995 à Harare.
Il est ensuite médaillé d'or du 200 mètres quatre nages aux Championnats d'Afrique de natation 1998 à Nairobi.
Aux Jeux africains de 1999 à Johannesbourg, Adrian Bosch est médaillé d'argent du 400 mètres quatre nages,.